# Yola dohrni
Yola dohrni är en skalbaggsart som först beskrevs av Sharp 1882.  Yola dohrni ingår i släktet Yola och familjen dykare. Inga underarter finns listade i Catalogue of Life.